# Asalijja
Asalijja (arab. عسلية) – wieś w Syrii, w muhafazie Aleppo, w dystrykcie Manbidż. W 2004 roku liczyła 683 mieszkańców.